# Danh sách cầu thủ tham dự giải vô địch bóng đá U-20 thế giới 2009
Cầu thủ được đánh dấu in đậm từng thi đấu cho đội tuyển quốc gia.

## Bảng A

### Ai Cập
Huấn luyện viên:  Miroslav Soukup

| Số | VT | Cầu thủ               | Ngày sinh (tuổi)            | Trận | Bàn | Câu lạc bộ                    |
| -- | -- | --------------------- | --------------------------- | ---- | --- | ----------------------------- |
| 1  | TM | Aly Lotfi             | 14 tháng 10, 1989 (19 tuổi) |      |     | ENPPI                         |
| 2  | HV | Salah Soliman Ibrahim | 20 tháng 1, 1990 (19 tuổi)  |      |     | Ghazl El-Mehalla              |
| 3  | TV | Hesham Mohamed        | 3 tháng 1, 1989 (20 tuổi)   |      |     | Al-Ahly                       |
| 4  | TV | Mostafa Galal         | 22 tháng 7, 1989 (20 tuổi)  |      |     | ENPPI                         |
| 5  | HV | Moaz El-Henawy (c)    | 29 tháng 1, 1990 (19 tuổi)  |      |     | Al-Ahly (on loan to El-Masry) |
| 6  | HV | Ahmed Hegazy          | 25 tháng 1, 1991 (18 tuổi)  |      |     | Ismaily                       |
| 7  | HV | Ali Mohamed Ahmed     | 1 tháng 1, 1989 (20 tuổi)   |      |     | ENPPI                         |
| 8  | TV | Shehab El-Din Ahmed   | 22 tháng 8, 1990 (19 tuổi)  |      |     | Al-Ahly                       |
| 9  | TĐ | Mohamed Talaat        | 14 tháng 5, 1989 (20 tuổi)  |      |     | Al-Ahly                       |
| 10 | TV | Ahmed Shoukry         | 21 tháng 7, 1989 (20 tuổi)  |      |     | Al-Ahly                       |
| 11 | TĐ | Afroto                | 17 tháng 3, 1989 (20 tuổi)  |      |     | Al-Ahly                       |
| 12 | HV | Milo                  | 1 tháng 11, 1990 (18 tuổi)  |      |     | Haras El Hodood               |
| 13 | HV | Ayman Ashraf          | 9 tháng 4, 1991 (18 tuổi)   |      |     | Al-Ahly                       |
| 14 | TV | Hossam Hassan         | 30 tháng 4, 1989 (20 tuổi)  |      |     | ENPPI                         |
| 15 | HV | Saad Samir            | 1 tháng 4, 1989 (20 tuổi)   |      |     | Al-Ahly                       |
| 16 | TM | Mohamed Bassam        | 25 tháng 12, 1990 (18 tuổi) |      |     | El Geish                      |
| 17 | TV | Mahmoud Tobah         | 1 tháng 10, 1989 (19 tuổi)  |      |     | Al-Ahly                       |
| 18 | TV | Ahmed Magdi           | 9 tháng 12, 1989 (19 tuổi)  |      |     | Ghazl El-Mehalla              |
| 19 | TĐ | Bogy                  | 28 tháng 1, 1989 (20 tuổi)  |      |     | Zamalek                       |
| 20 | TV | Hossam Arafat         | 18 tháng 1, 1990 (19 tuổi)  |      |     | Zamalek                       |
| 21 | TM | Mohamed Abougabal     | 29 tháng 1, 1989 (20 tuổi)  |      |     | ENPPI                         |

### Ý
Huấn luyện viên:  Francesco Rocca

| Số | VT | Cầu thủ                  | Ngày sinh (tuổi)           | Trận | Bàn | Câu lạc bộ                        |
| -- | -- | ------------------------ | -------------------------- | ---- | --- | --------------------------------- |
| 1  | TM | Vincenzo Fiorillo (c)    | 13 tháng 1, 1990 (19 tuổi) |      |     | Sampdoria                         |
| 2  | HV | Alessandro Crescenzi     | 25 tháng 9, 1991 (17 tuổi) |      |     | Roma (on loan to Grosseto)        |
| 3  | HV | Antonio Mazzotta         | 2 tháng 8, 1989 (20 tuổi)  |      |     | Palermo (on loan to Lecce)        |
| 4  | HV | Matteo Gentili           | 21 tháng 8, 1989 (20 tuổi) |      |     | Atalanta (on loan to Varese)      |
| 5  | HV | Michelangelo Albertazzi  | 7 tháng 1, 1991 (18 tuổi)  |      |     | Milan                             |
| 6  | HV | Marco Calderoni          | 18 tháng 2, 1989 (20 tuổi) |      |     | Piacenza                          |
| 7  | TV | Claudio Della Penna      | 12 tháng 5, 1989 (20 tuổi) |      |     | Roma                              |
| 8  | TV | Andrea Mazzarani         | 6 tháng 11, 1989 (19 tuổi) |      |     | Udinese (on loan to Crotone)      |
| 9  | TĐ | Umberto Eusepi           | 9 tháng 1, 1989 (20 tuổi)  |      |     | Genoa (on loan to Reggiana)       |
| 10 | TV | Fabio Sciacca            | 16 tháng 5, 1989 (20 tuổi) |      |     | Catania                           |
| 11 | TĐ | Gianvito Misuraca        | 2 tháng 4, 1990 (19 tuổi)  |      |     | Vicenza                           |
| 12 | TM | Andrea Gasparri          | 28 tháng 2, 1989 (20 tuổi) |      |     | Parma (on loan to Giulianova)     |
| 13 | HV | Francesco Bini           | 2 tháng 1, 1989 (20 tuổi)  |      |     | Piacenza                          |
| 14 | HV | Matteo Bruscagin         | 3 tháng 8, 1989 (20 tuổi)  |      |     | Milan (on loan to Gubbio)         |
| 15 | HV | Vasco Regini             | 9 tháng 9, 1990 (19 tuổi)  |      |     | Sampdoria                         |
| 16 | TV | Giacomo Bonaventura      | 22 tháng 8, 1989 (20 tuổi) |      |     | Atalanta                          |
| 17 | TV | Mattia Mustacchio        | 17 tháng 5, 1989 (20 tuổi) |      |     | Sampdoria (on loan to Ancona)     |
| 18 | TV | Silvano Raggio Garibaldi | 27 tháng 3, 1989 (20 tuổi) |      |     | Genoa                             |
| 19 | TV | Marco Romizi             | 13 tháng 2, 1990 (19 tuổi) |      |     | Reggiana                          |
| 20 | TĐ | Piergiuseppe Maritato    | 19 tháng 3, 1989 (20 tuổi) |      |     | Fiorentina (on loan to Gallipoli) |
| 21 | TM | Antonio Piccolo          | 18 tháng 7, 1990 (19 tuổi) |      |     | Juventus                          |

### Paraguay
Huấn luyện viên:  Adrián Coria

| Số | VT | Cầu thủ            | Ngày sinh (tuổi)            | Trận | Bàn | Câu lạc bộ         |
| -- | -- | ------------------ | --------------------------- | ---- | --- | ------------------ |
| 1  | TM | Joel Silva (c)     | 13 tháng 1, 1989 (20 tuổi)  |      |     | Guaraní            |
| 2  | HV | Iván Piris         | 3 tháng 10, 1989 (19 tuổi)  |      |     | Cerro Porteño      |
| 3  | HV | Ronald Huth        | 30 tháng 8, 1989 (20 tuổi)  |      |     | Vicenza            |
| 4  | HV | César Benítez      | 22 tháng 5, 1990 (19 tuổi)  |      |     | Cerro Porteño      |
| 5  | HV | Francisco Silva    | 18 tháng 10, 1990 (18 tuổi) |      |     | Libertad           |
| 6  | TV | Rodrigo Burgos     | 21 tháng 6, 1989 (20 tuổi)  |      |     | Cerro Porteño      |
| 7  | TV | Celso Ortiz        | 26 tháng 1, 1989 (20 tuổi)  |      |     | Cerro Porteño      |
| 8  | TV | Hernán Pérez       | 25 tháng 2, 1989 (20 tuổi)  |      |     | Villarreal         |
| 9  | TĐ | Robin Ramírez      | 11 tháng 11, 1989 (19 tuổi) |      |     | Libertad           |
| 10 | TV | Gustavo Cristaldo  | 3 tháng 5, 1989 (20 tuổi)   |      |     | Libertad           |
| 11 | TĐ | Federico Santander | 4 tháng 6, 1991 (18 tuổi)   |      |     | Guaraní            |
| 12 | TM | Gerardo Ortiz      | 25 tháng 3, 1989 (20 tuổi)  |      |     | Quilmes            |
| 13 | HV | Aldo Paniagua      | 12 tháng 7, 1989 (20 tuổi)  |      |     | 12 de Octubre      |
| 14 | HV | Rolando García     | 10 tháng 2, 1990 (19 tuổi)  |      |     | Defensa y Justicia |
| 15 | TV | Derlis Orué        | 2 tháng 1, 1989 (20 tuổi)   |      |     | 12 de Octubre      |
| 16 | TV | Jorge Moreira      | 1 tháng 2, 1990 (19 tuổi)   |      |     | 2 de Mayo          |
| 17 | TV | Nicolás Martínez   | 15 tháng 2, 1989 (20 tuổi)  |      |     | Puebla             |
| 18 | TV | Lorenzo Melgarejo  | 10 tháng 8, 1990 (19 tuổi)  |      |     | 12 de Octubre      |
| 19 | TĐ | Luis Páez          | 19 tháng 12, 1989 (19 tuổi) |      |     | Tacuary            |
| 20 | TĐ | Luis Caballero     | 22 tháng 4, 1990 (19 tuổi)  |      |     | Olimpia            |
| 21 | TM | Rubén Escobar      | 6 tháng 2, 1991 (18 tuổi)   |      |     | Libertad           |

### Trinidad và Tobago
Huấn luyện viên:  Zoran Vraneš

| Số | VT | Cầu thủ           | Ngày sinh (tuổi)            | Trận | Bàn | Câu lạc bộ                   |
| -- | -- | ----------------- | --------------------------- | ---- | --- | ---------------------------- |
| 1  | TM | Samuel Glenroy    | 5 tháng 4, 1990 (19 tuổi)   |      |     | United Petrotrin             |
| 2  | HV | Aubrey David      | 11 tháng 10, 1990 (18 tuổi) |      |     | W Connection                 |
| 3  | HV | Curtis Gonzales   | 26 tháng 1, 1989 (20 tuổi)  |      |     | Joe Public                   |
| 4  | HV | Sheldon Bateau    | 29 tháng 1, 1991 (18 tuổi)  |      |     | San Juan Jabloteh            |
| 5  | HV | Akeem Adams       | 13 tháng 4, 1991 (18 tuổi)  |      |     | United Petrotrin             |
| 6  | TV | Leston Paul (c)   | 11 tháng 3, 1990 (19 tuổi)  |      |     | University of South Florida  |
| 7  | TV | Kevin Molino      | 17 tháng 6, 1990 (19 tuổi)  |      |     | Ma Pau                       |
| 8  | TV | Sean de Silva     | 17 tháng 1, 1990 (19 tuổi)  |      |     | College of Charleston        |
| 9  | TĐ | Jamal Gay         | 9 tháng 2, 1989 (20 tuổi)   |      |     | Rot-Weiß Oberhausen          |
| 10 | TĐ | Qian Grosvenor    | 28 tháng 4, 1989 (20 tuổi)  |      |     | University of South Florida  |
| 11 | TV | Khaleem Hyland    | 5 tháng 6, 1989 (20 tuổi)   |      |     | Zulte Waregem                |
| 12 | HV | Robert Primus     | 10 tháng 11, 1990 (18 tuổi) |      |     | San Juan Jabloteh            |
| 13 | TĐ | Juma Clarence     | 17 tháng 3, 1989 (20 tuổi)  |      |     | United Petrotrin             |
| 14 | TV | Jean Luc Rochford | 10 tháng 11, 1990 (18 tuổi) |      |     | Joe Public                   |
| 15 | HV | Uriah Bentick     | 5 tháng 2, 1989 (20 tuổi)   |      |     | Liberty University           |
| 16 | TV | Marcus Joseph     | 29 tháng 4, 1991 (18 tuổi)  |      |     | Joe Public                   |
| 17 | HV | Mekeil Williams   | 24 tháng 7, 1990 (19 tuổi)  |      |     | Ma Pau                       |
| 18 | TV | Jake Thomson      | 12 tháng 5, 1989 (20 tuổi)  |      |     | Southampton                  |
| 19 | HV | Daneil Cyrus      | 15 tháng 12, 1990 (18 tuổi) |      |     | Joe Public                   |
| 20 | TM | Andre Marchan     | 11 tháng 8, 1990 (19 tuổi)  |      |     | Joe Public                   |
| 21 | TM | Jesse Fullerton   | 20 tháng 10, 1990 (18 tuổi) |      |     | Nova Southeastern University |

## Bảng B

### Nigeria
Huấn luyện viên:  Samson Siasia

| Số | VT | Cầu thủ          | Ngày sinh (tuổi)            | Trận | Bàn | Câu lạc bộ                   |
| -- | -- | ---------------- | --------------------------- | ---- | --- | ---------------------------- |
| 1  | TM | Dele Ajiboye     | 7 tháng 8, 1990 (19 tuổi)   |      |     | Pontevedra                   |
| 2  | HV | Daniel Adejo     | 7 tháng 8, 1989 (20 tuổi)   |      |     | Reggina                      |
| 3  | HV | Nurudeen Orelesi | 10 tháng 4, 1989 (20 tuổi)  |      |     | Bonifika                     |
| 4  | HV | Nwankwo Obiora   | 12 tháng 7, 1991 (18 tuổi)  |      |     | Wikki Tourists               |
| 5  | HV | Raheem Lawal     | 4 tháng 5, 1990 (19 tuổi)   |      |     | Atlético Baleares            |
| 6  | HV | Ibok Edet        | 22 tháng 8, 1989 (20 tuổi)  |      |     | Atlético Baleares            |
| 7  | TĐ | King Osanga      | 6 tháng 10, 1990 (18 tuổi)  |      |     | Heartland                    |
| 8  | TĐ | Odion Ighalo (c) | 16 tháng 6, 1989 (20 tuổi)  |      |     | Udinese (on loan to Granada) |
| 9  | TĐ | Kehinde Fatai    | 19 tháng 2, 1990 (19 tuổi)  |      |     | Farul Constanța              |
| 10 | TV | Rabiu Ibrahim    | 15 tháng 3, 1991 (18 tuổi)  |      |     | Sporting CP                  |
| 11 | TĐ | Danny Uchechi    | 14 tháng 9, 1989 (20 tuổi)  |      |     | West Ham United              |
| 12 | TM | Uche Okafor      | 10 tháng 2, 1991 (18 tuổi)  |      |     | Kaduna Utd                   |
| 13 | TV | Yakubu Alfa      | 31 tháng 12, 1990 (18 tuổi) |      |     | Helsingborg                  |
| 14 | TĐ | Sone Aluko       | 19 tháng 2, 1989 (20 tuổi)  |      |     | Aberdeen                     |
| 15 | TV | Oluwasina Abe    | 4 tháng 4, 1991 (18 tuổi)   |      |     | Sunshine Stars               |
| 16 | TĐ | Stanley Ohawuchi | 27 tháng 5, 1990 (19 tuổi)  |      |     | Bayelsa United               |
| 17 | TV | Gbolahan Salami  | 15 tháng 4, 1991 (18 tuổi)  |      |     | Sunshine Stars               |
| 18 | TV | Shagari Mohammed | 29 tháng 11, 1990 (18 tuổi) |      |     | Kano Pillars                 |
| 19 | HV | Harmony Ikande   | 17 tháng 9, 1990 (19 tuổi)  |      |     | Milan                        |
| 20 | TV | Lukman Haruna    | 4 tháng 12, 1990 (18 tuổi)  |      |     | Monaco                       |
| 21 | TM | Oladejo Olateru  | 28 tháng 5, 1989 (20 tuổi)  |      |     | Clique Sports Academy        |

### Venezuela
Huấn luyện viên:  César Farías

| Số | VT | Cầu thủ               | Ngày sinh (tuổi)            | Trận | Bàn | Câu lạc bộ           |
| -- | -- | --------------------- | --------------------------- | ---- | --- | -------------------- |
| 1  | TM | Rafael Romo           | 25 tháng 2, 1990 (19 tuổi)  |      |     | Udinese              |
| 2  | HV | Ágnel Flores          | 25 tháng 9, 1989 (19 tuổi)  |      |     | Minervén             |
| 3  | HV | Carlos Salazar        | 15 tháng 5, 1989 (20 tuổi)  |      |     | Deportivo Anzoátegui |
| 4  | HV | José Manuel Velázquez | 8 tháng 9, 1990 (19 tuổi)   |      |     | Deportivo Anzoátegui |
| 5  | TV | Francisco Flores (c)  | 12 tháng 12, 1990 (18 tuổi) |      |     | Deportivo Lara       |
| 6  | TV | Guillermo Ramírez     | 16 tháng 1, 1990 (19 tuổi)  |      |     | Caracas              |
| 7  | TĐ | Yonathan Del Valle    | 28 tháng 5, 1990 (19 tuổi)  |      |     | Deportivo Táchira    |
| 8  | TV | Mauricio Parra        | 6 tháng 2, 1990 (19 tuổi)   |      |     | Deportivo Táchira    |
| 9  | TĐ | José Salomón Rondón   | 16 tháng 9, 1989 (20 tuổi)  |      |     | Las Palmas           |
| 10 | TV | Ángelo Peña           | 25 tháng 12, 1989 (19 tuổi) |      |     | Braga                |
| 11 | TĐ | Carlos Fernández      | 9 tháng 11, 1990 (18 tuổi)  |      |     | Deportivo Anzoátegui |
| 12 | TM | Virgilio Piñero       | 30 tháng 4, 1989 (20 tuổi)  |      |     | Deportivo Lara       |
| 13 | HV | Pablo Camacho         | 12 tháng 12, 1990 (18 tuổi) |      |     | Espanyol             |
| 14 | HV | Óscar Rojas           | 16 tháng 1, 1990 (19 tuổi)  |      |     | Llaneros             |
| 15 | HV | Henry Pernía          | 9 tháng 11, 1990 (18 tuổi)  |      |     | Llaneros             |
| 16 | TV | Juan Manuel Morales   | 29 tháng 5, 1989 (20 tuổi)  |      |     | Tenerife             |
| 17 | TĐ | Adrián Lezama         | 22 tháng 7, 1989 (20 tuổi)  |      |     | Deportivo Italia     |
| 18 | TV | Víctor Pérez          | 4 tháng 3, 1989 (20 tuổi)   |      |     | Carabobo             |
| 19 | TV | Yohandry Orozco       | 19 tháng 3, 1991 (18 tuổi)  |      |     | Maracaibo            |
| 20 | TV | Rafael Acosta         | 13 tháng 2, 1989 (20 tuổi)  |      |     | Cagliari             |
| 21 | TM | Ronald Garcés         | 17 tháng 5, 1989 (20 tuổi)  |      |     | Carabobo             |

### Tây Ban Nha
Huấn luyện viên:  Luis Milla

| Số | VT | Cầu thủ               | Ngày sinh (tuổi)            | Trận | Bàn | Câu lạc bộ                            |
| -- | -- | --------------------- | --------------------------- | ---- | --- | ------------------------------------- |
| 1  | TM | Sergio Asenjo         | 28 tháng 6, 1989 (20 tuổi)  |      |     | Atlético Madrid                       |
| 2  | HV | César Azpilicueta (c) | 28 tháng 8, 1989 (20 tuổi)  |      |     | Osasuna                               |
| 3  | HV | José Ángel Valdés     | 5 tháng 9, 1989 (20 tuổi)   |      |     | Sporting Gijón                        |
| 4  | HV | Álvaro Domínguez      | 15 tháng 5, 1989 (20 tuổi)  |      |     | Atlético Madrid                       |
| 5  | HV | Alberto Botía         | 27 tháng 1, 1989 (20 tuổi)  |      |     | Barcelona (on loan to Sporting Gijón) |
| 6  | TV | Marcos Gullón         | 20 tháng 2, 1989 (20 tuổi)  |      |     | Villarreal                            |
| 7  | TV | Aarón Ñíguez          | 26 tháng 4, 1989 (20 tuổi)  |      |     | Valencia (on loan to Celta Vigo)      |
| 8  | TV | Ander Herrera         | 14 tháng 9, 1989 (20 tuổi)  |      |     | Zaragoza                              |
| 9  | TĐ | Kike                  | 25 tháng 11, 1989 (19 tuổi) |      |     | Murcia                                |
| 10 | TV | Dani Parejo           | 16 tháng 4, 1989 (20 tuổi)  |      |     | Getafe                                |
| 11 | TV | Jordi Alba            | 21 tháng 3, 1989 (20 tuổi)  |      |     | Valencia                              |
| 12 | HV | Andreu Fontàs         | 14 tháng 11, 1989 (19 tuổi) |      |     | Barcelona                             |
| 13 | TM | Tomás Mejías          | 30 tháng 1, 1989 (20 tuổi)  |      |     | Real Madrid                           |
| 14 | HV | Víctor Laguardia      | 5 tháng 11, 1989 (19 tuổi)  |      |     | Zaragoza                              |
| 15 | TV | Dídac Vilà            | 9 tháng 6, 1989 (20 tuổi)   |      |     | Espanyol                              |
| 16 | TV | Oriol Romeu           | 24 tháng 9, 1991 (18 tuổi)  |      |     | Barcelona                             |
| 17 | TV | Fran Mérida           | 4 tháng 3, 1990 (19 tuổi)   |      |     | Arsenal                               |
| 18 | TĐ | Óscar de Marcos       | 14 tháng 4, 1989 (20 tuổi)  |      |     | Athletic Bilbao                       |
| 19 | TĐ | Iago Falque           | 4 tháng 4, 1990 (19 tuổi)   |      |     | Juventus (on loan to Bari)            |
| 20 | TĐ | Emilio Nsue           | 30 tháng 9, 1989 (19 tuổi)  |      |     | Mallorca (on loan to Real Sociedad)   |
| 21 | TM | Diego Mariño          | 9 tháng 5, 1990 (19 tuổi)   |      |     | Villarreal                            |

### Tahiti
Huấn luyện viên:  Lionel Charbonnier

| Số | VT | Cầu thủ              | Ngày sinh (tuổi)           | Trận | Bàn | Câu lạc bộ       |
| -- | -- | -------------------- | -------------------------- | ---- | --- | ---------------- |
| 1  | TM | Teave Teamotuaitau   | 17 tháng 4, 1992 (17 tuổi) |      |     | Tiare            |
| 2  | HV | Taumihau Tiatia      | 25 tháng 7, 1991 (18 tuổi) |      |     | Wasquehal        |
| 3  | HV | Stephane Faatiarau   | 13 tháng 3, 1990 (19 tuổi) |      |     | Tefana           |
| 4  | HV | Teheivarii Ludivion  | 1 tháng 7, 1989 (20 tuổi)  |      |     | Vénus            |
| 5  | HV | Ariihau Teriitau (c) | 23 tháng 1, 1989 (20 tuổi) |      |     | Vaiete           |
| 6  | TV | Heimano Bourebare    | 15 tháng 5, 1989 (20 tuổi) |      |     | Tefana           |
| 7  | TĐ | Garry Rochette       | 6 tháng 1, 1990 (19 tuổi)  |      |     | Taravao AC       |
| 8  | TĐ | Heiarii Tavanae      | 15 tháng 2, 1992 (17 tuổi) |      |     | Central Sport    |
| 9  | TV | Hiva Kamoise         | 17 tháng 1, 1992 (17 tuổi) |      |     | Jeunes Tahitiens |
| 10 | TĐ | Jay Warren           | 4 tháng 5, 1989 (20 tuổi)  |      |     | Pirae            |
| 11 | TĐ | Stanley Atani        | 27 tháng 1, 1990 (19 tuổi) |      |     | Jeunes Tahitiens |
| 12 | TM | Ralph Heitaa         | 7 tháng 8, 1991 (18 tuổi)  |      |     | Vaiarii Nui      |
| 13 | TĐ | Teaonui Tehau        | 1 tháng 9, 1992 (16 tuổi)  |      |     | Vénus            |
| 14 | TĐ | Steevy Chong Hue     | 26 tháng 1, 1990 (19 tuổi) |      |     | Samine           |
| 15 | TĐ | Maheanuu Tua         | 8 tháng 3, 1991 (18 tuổi)  |      |     | Vaiete           |
| 16 | TM | Teheipuarii Hauata   | 20 tháng 1, 1991 (18 tuổi) |      |     | Tefana           |
| 17 | TĐ | Benson Manarii       | 30 tháng 1, 1991 (18 tuổi) |      |     | Vaiete           |
| 18 | TĐ | Patrick Tepa         | 28 tháng 5, 1989 (20 tuổi) |      |     | Vaiete           |
| 19 | HV | Marama Amau          | 13 tháng 1, 1991 (18 tuổi) |      |     | Vénus            |
| 20 | TV | Lorenzo Tehau        | 10 tháng 4, 1989 (20 tuổi) |      |     | Tefana           |
| 21 | TV | Alvin Tehau          | 10 tháng 4, 1989 (20 tuổi) |      |     | Tefana           |

## Bảng C

### Cameroon
Huấn luyện viên:  Alain Wabo

| Số | VT | Cầu thủ                | Ngày sinh (tuổi)            | Trận | Bàn | Câu lạc bộ                  |
| -- | -- | ---------------------- | --------------------------- | ---- | --- | --------------------------- |
| 1  | TM | François Beyokol (c)   | 12 tháng 3, 1989 (20 tuổi)  |      |     | Canon Yaoundé               |
| 2  | TV | Olivier Mvondo         | 21 tháng 11, 1989 (19 tuổi) |      |     | Wil                         |
| 3  | HV | Sylvain Abad           | 4 tháng 5, 1990 (19 tuổi)   |      |     | Elig Edzoa                  |
| 4  | HV | Banana Yaya            | 29 tháng 7, 1991 (18 tuổi)  |      |     | Espérance                   |
| 5  | TV | Enow Tabot             | 8 tháng 6, 1989 (20 tuổi)   |      |     | Interblock Ljubljana        |
| 6  | HV | Charley Fomen          | 9 tháng 7, 1989 (20 tuổi)   |      |     | Marseille                   |
| 7  | TV | Olivier Boumal         | 17 tháng 9, 1989 (20 tuổi)  |      |     | Albacete                    |
| 8  | HV | Etienne Soppo          | 20 tháng 8, 1990 (19 tuổi)  |      |     | Casale                      |
| 9  | TĐ | Brice Owona            | 4 tháng 3, 1989 (20 tuổi)   |      |     | Coton Sport                 |
| 10 | TĐ | Jacques Zoua           | 6 tháng 9, 1991 (18 tuổi)   |      |     | Basel                       |
| 11 | HV | Adolphe Teikeu         | 23 tháng 6, 1990 (19 tuổi)  |      |     | Metalurh Zaporizhya         |
| 12 | TM | Thierry Tangouantio    | 4 tháng 5, 1992 (17 tuổi)   |      |     | Elig Edzoa                  |
| 13 | TV | Louisse Parfait        | 6 tháng 7, 1990 (19 tuổi)   |      |     | Genoa (on loan to Piacenza) |
| 14 | TĐ | Patrick Ekeng          | 26 tháng 3, 1990 (19 tuổi)  |      |     | Le Mans                     |
| 15 | TĐ | Etienne Eto'o          | 10 tháng 1, 1990 (19 tuổi)  |      |     | Mallorca                    |
| 16 | TM | Joseph Leke Asong      | 11 tháng 8, 1989 (20 tuổi)  |      |     | Espanyol                    |
| 17 | TĐ | Tiko Messina           | 29 tháng 4, 1990 (19 tuổi)  |      |     | Mallorca                    |
| 18 | TV | Jean-Jules Bapidi Fils | 8 tháng 3, 1989 (20 tuổi)   |      |     | Espérance                   |
| 19 | TĐ | Donald Djousse         | 18 tháng 3, 1990 (19 tuổi)  |      |     | Dinamo Tbilisi              |
| 20 | TV | Ghislain Mvom          | 23 tháng 10, 1992 (16 tuổi) |      |     | Fortuna Yaoundé             |
| 21 | TV | Andre Akono Effa       | 15 tháng 5, 1989 (20 tuổi)  |      |     | Canon Yaoundé               |

### Hàn Quốc
Huấn luyện viên:  Hong Myung-Bo

| Số | VT | Cầu thủ          | Ngày sinh (tuổi)           | Trận | Bàn | Câu lạc bộ           |
| -- | -- | ---------------- | -------------------------- | ---- | --- | -------------------- |
| 1  | TM | Lee Bum-young    | 2 tháng 4, 1989 (20 tuổi)  |      |     | Busan I'Park         |
| 2  | HV | Oh Jae-suk       | 4 tháng 1, 1990 (19 tuổi)  |      |     | Kyung Hee University |
| 3  | HV | Kim Min-woo      | 25 tháng 2, 1990 (19 tuổi) |      |     | Yonsei University    |
| 4  | HV | Lim Jong-eun     | 18 tháng 6, 1990 (19 tuổi) |      |     | Ulsan Hyundai        |
| 5  | HV | Kim Young-gwon   | 27 tháng 2, 1990 (19 tuổi) |      |     | Jeonju University    |
| 6  | HV | Hong Jeong-ho    | 12 tháng 8, 1989 (20 tuổi) |      |     | Chosun University    |
| 7  | TV | Koo Ja-cheol (c) | 27 tháng 2, 1989 (20 tuổi) |      |     | Jeju United          |
| 8  | TV | Seo Yong-duk     | 10 tháng 9, 1989 (20 tuổi) |      |     | Omiya Ardija         |
| 9  | TĐ | Kim Dong-sub     | 29 tháng 3, 1989 (20 tuổi) |      |     | Tokushima Vortis     |
| 10 | TĐ | Cho Young-cheol  | 31 tháng 5, 1989 (20 tuổi) |      |     | Albirex Niigata      |
| 11 | TĐ | Seo Jung-jin     | 6 tháng 9, 1989 (20 tuổi)  |      |     | Jeonbuk Motors       |
| 12 | TM | Kim Seung-gyu    | 30 tháng 9, 1990 (18 tuổi) |      |     | Ulsan Hyundai        |
| 13 | HV | Jeong Dong-ho    | 7 tháng 3, 1990 (19 tuổi)  |      |     | Yokohama F. Marinos  |
| 14 | TV | Moon Ki-han      | 17 tháng 3, 1989 (20 tuổi) |      |     | FC Seoul             |
| 15 | TV | Choi Sung-keun   | 28 tháng 7, 1991 (18 tuổi) |      |     | Eonnam High School   |
| 16 | HV | Jang Suk-won     | 11 tháng 8, 1989 (20 tuổi) |      |     | Dankook University   |
| 17 | HV | Yun Suk-young    | 13 tháng 2, 1990 (19 tuổi) |      |     | Chunnam Dragons      |
| 18 | TĐ | Lee Seung-yeoul  | 6 tháng 3, 1989 (20 tuổi)  |      |     | FC Seoul             |
| 19 | TĐ | Kim Bo-kyung     | 6 tháng 10, 1989 (19 tuổi) |      |     | Hongik University    |
| 20 | TĐ | Park Hee-seong   | 7 tháng 4, 1990 (19 tuổi)  |      |     | Korea University     |
| 21 | TM | Kim Da-sol       | 4 tháng 1, 1989 (20 tuổi)  |      |     | Yonsei University    |

### Đức
Huấn luyện viên:  Horst Hrubesch

| Số | VT | Cầu thủ               | Ngày sinh (tuổi)           | Trận | Bàn | Câu lạc bộ                            |
| -- | -- | --------------------- | -------------------------- | ---- | --- | ------------------------------------- |
| 1  | TM | Ron-Robert Zieler     | 12 tháng 2, 1989 (20 tuổi) |      |     | Manchester United                     |
| 2  | HV | Sebastian Jung        | 22 tháng 6, 1990 (19 tuổi) |      |     | Eintracht Frankfurt                   |
| 3  | HV | David Vržogić         | 10 tháng 8, 1989 (20 tuổi) |      |     | Borussia Dortmund                     |
| 4  | HV | Florian Jungwirth (c) | 27 tháng 1, 1989 (20 tuổi) |      |     | 1860 Munich                           |
| 5  | TV | Lars Bender           | 27 tháng 4, 1989 (20 tuổi) |      |     | Bayer Leverkusen                      |
| 6  | TV | Sven Bender           | 27 tháng 4, 1989 (20 tuổi) |      |     | Borussia Dortmund                     |
| 7  | TV | Timo Perthel          | 11 tháng 2, 1989 (20 tuổi) |      |     | Werder Bremen                         |
| 8  | TV | Mario Vrančić         | 23 tháng 5, 1989 (20 tuổi) |      |     | Mainz 05 (on loan to Rot Weiss Ahlen) |
| 9  | TĐ | Richard Sukuta-Pasu   | 24 tháng 6, 1990 (19 tuổi) |      |     | Bayer Leverkusen                      |
| 10 | TV | Lewis Holtby          | 18 tháng 9, 1990 (19 tuổi) |      |     | Schalke 04                            |
| 11 | TĐ | Manuel Schäffler      | 6 tháng 2, 1989 (20 tuổi)  |      |     | 1860 Munich                           |
| 12 | TM | Jaye Lee              | 19 tháng 4, 1992 (16 tuổi) |      |     | Altona 93                             |
| 13 | HV | Björn Kopplin         | 7 tháng 1, 1989 (20 tuổi)  |      |     | Bayern Munich                         |
| 14 | TĐ | Dani Schahin          | 9 tháng 7, 1989 (20 tuổi)  |      |     | Greuther Fürth                        |
| 15 | TV | Semih Aydilek         | 16 tháng 1, 1989 (20 tuổi) |      |     | Kayserispor                           |
| 16 | HV | Cihan Kaptan          | 4 tháng 3, 1989 (20 tuổi)  |      |     | Bursaspor                             |
| 17 | HV | Patrick Funk          | 11 tháng 2, 1990 (19 tuổi) |      |     | VfB Stuttgart                         |
| 18 | TĐ | Tobias Kempe          | 27 tháng 6, 1989 (20 tuổi) |      |     | Werder Bremen                         |
| 19 | HV | Kai-Fabian Schulz     | 12 tháng 3, 1990 (19 tuổi) |      |     | Hamburger SV                          |
| 20 | HV | Maik Rodenberg        | 29 tháng 1, 1989 (20 tuổi) |      |     | Arminia Bielefeld                     |
| 21 | TM | Sebastian Mielitz     | 17 tháng 8, 1989 (20 tuổi) |      |     | Werder Bremen                         |

### Hoa Kỳ
Huấn luyện viên:  Thomas Rongen

| Số | VT | Cầu thủ            | Ngày sinh (tuổi)            | Trận | Bàn | Câu lạc bộ                    |
| -- | -- | ------------------ | --------------------------- | ---- | --- | ----------------------------- |
| 1  | TM | Sean Johnson       | 31 tháng 5, 1989 (20 tuổi)  |      |     | University of Central Florida |
| 2  | HV | Gale Agbossoumonde | 17 tháng 11, 1991 (17 tuổi) |      |     | Miami FC                      |
| 3  | HV | Dillon Powers      | 14 tháng 2, 1991 (18 tuổi)  |      |     | University of Notre Dame      |
| 4  | HV | Sheanon Williams   | 17 tháng 3, 1990 (19 tuổi)  |      |     | Carolina Dynamo               |
| 5  | TV | Danny Cruz         | 3 tháng 1, 1990 (19 tuổi)   |      |     | Houston Dynamo                |
| 6  | HV | Kyle Davies (c)    | 11 tháng 4, 1989 (20 tuổi)  |      |     | FC Dallas                     |
| 7  | TĐ | Tony Taylor        | 13 tháng 7, 1989 (20 tuổi)  |      |     | Jacksonville University       |
| 8  | TV | Jared Jeffrey      | 14 tháng 6, 1990 (19 tuổi)  |      |     | Club Brugge                   |
| 9  | TĐ | Peri Marošević     | 5 tháng 5, 1989 (20 tuổi)   |      |     | FC Dallas                     |
| 10 | TV | Dilly Duka         | 15 tháng 9, 1989 (20 tuổi)  |      |     | Rutgers University            |
| 11 | TV | Mix Diskerud       | 2 tháng 10, 1990 (18 tuổi)  |      |     | Stabæk                        |
| 12 | HV | Aaron Maund        | 19 tháng 9, 1990 (19 tuổi)  |      |     | University of Notre Dame      |
| 13 | TM | Brian Perk         | 21 tháng 7, 1989 (20 tuổi)  |      |     | UCLA                          |
| 14 | TV | Gerson Mayen       | 9 tháng 2, 1989 (20 tuổi)   |      |     | Chivas USA                    |
| 15 | TV | Brian Ownby        | 16 tháng 7, 1990 (19 tuổi)  |      |     | University of Virginia        |
| 16 | HV | Ike Opara          | 21 tháng 2, 1989 (20 tuổi)  |      |     | Wake Forest University        |
| 17 | TV | Bryan Arguez       | 13 tháng 1, 1989 (20 tuổi)  |      |     | Hertha BSC                    |
| 18 | TM | Josh Lambo         | 19 tháng 11, 1990 (18 tuổi) |      |     | FC Dallas                     |
| 19 | TV | Jorge Villafaña    | 16 tháng 9, 1989 (20 tuổi)  |      |     | Chivas USA                    |
| 20 | TĐ | Brek Shea          | 28 tháng 2, 1990 (19 tuổi)  |      |     | FC Dallas                     |
| 21 | TV | Michael Stephens   | 3 tháng 4, 1989 (20 tuổi)   |      |     | UCLA                          |

## Bảng D

### Anh
Huấn luyện viên:  Brian Eastick

| Số | VT | Cầu thủ               | Ngày sinh (tuổi)           | Trận | Bàn | Câu lạc bộ                                 |
| -- | -- | --------------------- | -------------------------- | ---- | --- | ------------------------------------------ |
| 1  | TM | Jason Steele          | 18 tháng 8, 1990 (19 tuổi) |      |     | Middlesbrough                              |
| 2  | HV | Kieran Trippier       | 19 tháng 9, 1990 (19 tuổi) |      |     | Manchester City                            |
| 3  | HV | Jordan Parkes         | 26 tháng 7, 1989 (20 tuổi) |      |     | Watford                                    |
| 4  | TV | Adam Clayton          | 14 tháng 1, 1989 (20 tuổi) |      |     | Manchester City                            |
| 5  | HV | Martin Kelly          | 27 tháng 4, 1990 (19 tuổi) |      |     | Liverpool                                  |
| 6  | HV | Ben Mee               | 3 tháng 11, 1989 (19 tuổi) |      |     | Manchester City                            |
| 7  | TĐ | Febian Brandy         | 4 tháng 2, 1989 (20 tuổi)  |      |     | Manchester United                          |
| 8  | TV | Josh Walker (c)       | 21 tháng 2, 1989 (20 tuổi) |      |     | Middlesbrough                              |
| 9  | TĐ | Alex Nimely-Tchuimeni | 5 tháng 11, 1991 (17 tuổi) |      |     | Manchester City                            |
| 10 | TV | Michael Woods         | 6 tháng 4, 1990 (19 tuổi)  |      |     | Chelsea                                    |
| 11 | TV | Paul Marshall         | 9 tháng 7, 1989 (20 tuổi)  |      |     | Manchester City                            |
| 12 | TV | Matty James           | 22 tháng 7, 1991 (18 tuổi) |      |     | Manchester United                          |
| 13 | TM | Mark Oxley            | 2 tháng 6, 1990 (19 tuổi)  |      |     | Hull City                                  |
| 14 | HV | Matthew Briggs        | 9 tháng 3, 1991 (18 tuổi)  |      |     | Fulham                                     |
| 15 | HV | Gavin Hoyte           | 6 tháng 6, 1990 (19 tuổi)  |      |     | Arsenal                                    |
| 16 | HV | Seth Nana Twumasi     | 15 tháng 5, 1990 (19 tuổi) |      |     | Chelsea                                    |
| 17 | TĐ | Jon Obika             | 12 tháng 9, 1990 (19 tuổi) |      |     | Tottenham Hotspur (on loan to Yeovil Town) |
| 18 | TĐ | Sam Baldock           | 15 tháng 3, 1989 (20 tuổi) |      |     | Milton Keynes Dons                         |
| 19 | TV | Gary Gardner          | 29 tháng 6, 1992 (17 tuổi) |      |     | Aston Villa                                |
| 20 | TV | Andrew Tutte          | 21 tháng 9, 1990 (19 tuổi) |      |     | Manchester City                            |
| 21 | TM | Elliot Parish         | 20 tháng 5, 1990 (19 tuổi) |      |     | Aston Villa                                |

### Ghana
Huấn luyện viên:  Sellas Tetteh

| Số | VT | Cầu thủ                | Ngày sinh (tuổi)            | Trận | Bàn | Câu lạc bộ                           |
| -- | -- | ---------------------- | --------------------------- | ---- | --- | ------------------------------------ |
| 1  | TM | Daniel Agyei           | 10 tháng 11, 1989 (19 tuổi) |      |     | Liberty                              |
| 2  | HV | Samuel Inkoom          | 1 tháng 6, 1989 (20 tuổi)   |      |     | Basel                                |
| 3  | TV | Gladson Awako          | 31 tháng 12, 1990 (18 tuổi) |      |     | Heart of Lions                       |
| 4  | HV | Jonathan Mensah        | 13 tháng 7, 1990 (19 tuổi)  |      |     | Free State Stars                     |
| 5  | HV | Daniel Addo            | 3 tháng 9, 1989 (20 tuổi)   |      |     | King Faisal                          |
| 6  | HV | David Addy             | 21 tháng 2, 1990 (19 tuổi)  |      |     | Randers                              |
| 7  | TĐ | Abeiku Quansah         | 2 tháng 11, 1990 (18 tuổi)  |      |     | Nice                                 |
| 8  | TV | Emmanuel Agyemang-Badu | 2 tháng 12, 1990 (18 tuổi)  |      |     | Udinese                              |
| 9  | TV | Agyemang Opoku         | 7 tháng 6, 1989 (20 tuổi)   |      |     | Al-Sadd (on loan to Al-Wahda)        |
| 10 | TV | André Ayew (c)         | 17 tháng 12, 1989 (19 tuổi) |      |     | Marseille (on loan to Arles-Avignon) |
| 11 | TĐ | Latif Salifu           | 1 tháng 8, 1990 (19 tuổi)   |      |     | Liberty                              |
| 12 | HV | Ghandi Kassenu         | 9 tháng 8, 1989 (20 tuổi)   |      |     | Liberty                              |
| 13 | TV | Mohammed Rabiu         | 31 tháng 12, 1989 (19 tuổi) |      |     | Liberty (on loan to Sampdoria)       |
| 14 | HV | Daniel Opare           | 18 tháng 10, 1990 (18 tuổi) |      |     | Real Madrid                          |
| 15 | HV | Philip Boampong        | 1 tháng 1, 1990 (19 tuổi)   |      |     | Arsenal                              |
| 16 | TM | Robert Dabuo           | 10 tháng 11, 1990 (18 tuổi) |      |     | Wa All Stars                         |
| 17 | HV | John Benson            | 27 tháng 8, 1991 (18 tuổi)  |      |     | ASPIRE                               |
| 18 | TĐ | Ransford Osei          | 5 tháng 12, 1990 (18 tuổi)  |      |     | Maccabi Haifa (on loan to FC Twente) |
| 19 | HV | Bright Addae           | 19 tháng 12, 1992 (16 tuổi) |      |     | Wa All Stars                         |
| 20 | TĐ | Dominic Adiyiah        | 29 tháng 11, 1989 (19 tuổi) |      |     | Fredrikstad                          |
| 21 | TM | Joseph Addo            | 2 tháng 11, 1990 (18 tuổi)  |      |     | Sekondi Hasaacas                     |

### Uruguay
Huấn luyện viên:  Diego Aguirre

| Số | VT | Cầu thủ                | Ngày sinh (tuổi)           | Trận | Bàn | Câu lạc bộ        |
| -- | -- | ---------------------- | -------------------------- | ---- | --- | ----------------- |
| 1  | TM | Nicola Pérez           | 5 tháng 2, 1990 (19 tuổi)  |      |     | Nacional          |
| 2  | HV | Robert Herrera         | 1 tháng 3, 1989 (20 tuổi)  |      |     | Defensor Sporting |
| 3  | HV | Marcelo Silva          | 21 tháng 3, 1989 (20 tuổi) |      |     | Danubio           |
| 4  | HV | Adrián Gunino          | 3 tháng 2, 1989 (20 tuổi)  |      |     | Boca Juniors      |
| 5  | HV | Diego Rodríguez        | 4 tháng 9, 1989 (20 tuổi)  |      |     | Defensor Sporting |
| 6  | HV | Leandro Cabrera        | 17 tháng 6, 1991 (18 tuổi) |      |     | Atlético Madrid   |
| 7  | TV | Tabaré Viúdez          | 8 tháng 9, 1989 (20 tuổi)  |      |     | Defensor Sporting |
| 8  | TV | Maximiliano Calzada    | 21 tháng 4, 1990 (19 tuổi) |      |     | Nacional          |
| 9  | TĐ | Jonathan Charquero     | 21 tháng 2, 1989 (20 tuổi) |      |     | Wanderers         |
| 10 | TV | Gastón Ramírez         | 2 tháng 12, 1990 (18 tuổi) |      |     | Peñarol           |
| 11 | TĐ | Abel Hernández         | 8 tháng 8, 1990 (19 tuổi)  |      |     | Palermo           |
| 12 | TM | Martín Rodríguez       | 20 tháng 9, 1989 (20 tuổi) |      |     | Wanderers         |
| 13 | HV | Matías Aguirregaray    | 1 tháng 4, 1989 (20 tuổi)  |      |     | Peñarol           |
| 14 | TV | Nicolás Lodeiro (c)    | 21 tháng 3, 1989 (20 tuổi) |      |     | Nacional          |
| 15 | TV | Mauricio Pereyra       | 15 tháng 3, 1990 (19 tuổi) |      |     | Nacional          |
| 16 | HV | Rodrigo Mieres         | 19 tháng 4, 1989 (20 tuổi) |      |     | Defensor Sporting |
| 17 | TĐ | Jonathan Urretaviscaya | 19 tháng 3, 1990 (19 tuổi) |      |     | Benfica           |
| 18 | TV | Matías Mirabaje        | 6 tháng 3, 1989 (20 tuổi)  |      |     | Racing Club       |
| 19 | HV | Sebastián Coates       | 7 tháng 10, 1990 (18 tuổi) |      |     | Nacional          |
| 20 | TĐ | Santiago García        | 14 tháng 9, 1990 (19 tuổi) |      |     | Nacional          |
| 21 | TM | Martín Campaña         | 29 tháng 5, 1989 (20 tuổi) |      |     | Cerro Largo       |

### Uzbekistan
Huấn luyện viên:  Akhmadjon Ubaydullaev

| Số | VT | Cầu thủ                | Ngày sinh (tuổi)            | Trận | Bàn | Câu lạc bộ         |
| -- | -- | ---------------------- | --------------------------- | ---- | --- | ------------------ |
| 1  | TM | Mukhiddin Khudoyorov   | 5 tháng 11, 1990 (18 tuổi)  |      |     | Bunyodkor          |
| 2  | HV | Sarvar Otabayev        | 12 tháng 8, 1989 (20 tuổi)  |      |     | Qizilqum Zarafshon |
| 3  | HV | Kamoliddin Tadjibaev   | 19 tháng 1, 1990 (19 tuổi)  |      |     | Bunyodkor          |
| 4  | HV | Sherzod Azamov         | 14 tháng 1, 1990 (19 tuổi)  |      |     | Nasaf Qarshi       |
| 5  | HV | Dilyorbek Irmatov      | 30 tháng 4, 1989 (20 tuổi)  |      |     | Neftchi Farg'ona   |
| 6  | TV | Sunnatilla Mamadaliyev | 28 tháng 8, 1989 (20 tuổi)  |      |     | Qizilqum Zarafshon |
| 7  | HV | Gulom Urunov           | 7 tháng 6, 1989 (20 tuổi)   |      |     | Pakhtakor Tashkent |
| 8  | TV | Sherzod Karimov (c)    | 26 tháng 1, 1989 (20 tuổi)  |      |     | Pakhtakor Tashkent |
| 9  | TĐ | Kenja Turaev           | 1 tháng 3, 1989 (20 tuổi)   |      |     | Nasaf Qarshi       |
| 10 | TĐ | Sanat Shikhov          | 28 tháng 12, 1989 (19 tuổi) |      |     | Pakhtakor Tashkent |
| 11 | TĐ | Davron Mirzayev        | 8 tháng 2, 1989 (20 tuổi)   |      |     | Rubin Kazan        |
| 12 | TM | Sanjar Kuvvatov        | 8 tháng 1, 1990 (19 tuổi)   |      |     | Mash'al Mubarek    |
| 13 | TV | Doston Abdurahmonov    | 5 tháng 5, 1990 (19 tuổi)   |      |     | Olmaliq            |
| 14 | TĐ | Ivan Nagaev            | 3 tháng 7, 1989 (20 tuổi)   |      |     | Metalourg Bekabad  |
| 15 | TV | Sardor Mirzaev         | 21 tháng 3, 1991 (18 tuổi)  |      |     | Neftchi Farg'ona   |
| 16 | TĐ | Oybek Kilichev         | 17 tháng 1, 1989 (20 tuổi)  |      |     | Pakhtakor Tashkent |
| 17 | HV | Murod Khalmuhamedov    | 23 tháng 12, 1990 (18 tuổi) |      |     | Pakhtakor Tashkent |
| 18 | TV | Fozil Musaev           | 2 tháng 1, 1989 (20 tuổi)   |      |     | Mash'al Mubarek    |
| 19 | TV | Jasur Hasanov          | 24 tháng 7, 1989 (20 tuổi)  |      |     | Bukhara            |
| 20 | HV | Islom Tukhtakhodjaev   | 30 tháng 10, 1989 (19 tuổi) |      |     | Neftchi Farg'ona   |
| 21 | TM | Doniyorjon Usmonov     | 23 tháng 6, 1989 (20 tuổi)  |      |     | Neftchi Farg'ona   |

## Bảng E

### Úc
Huấn luyện viên:  Jan Versleijen

| Số | VT | Cầu thủ           | Ngày sinh (tuổi)            | Trận | Bàn | Câu lạc bộ             |
| -- | -- | ----------------- | --------------------------- | ---- | --- | ---------------------- |
| 1  | TM | Andrew Redmayne   | 13 tháng 1, 1989 (20 tuổi)  |      |     | Central Coast Mariners |
| 2  | HV | Daniel Mullen     | 26 tháng 10, 1989 (19 tuổi) |      |     | Adelaide United        |
| 3  | HV | Luke DeVere       | 5 tháng 11, 1989 (19 tuổi)  |      |     | Brisbane Roar          |
| 4  | HV | Ryan McGowan      | 15 tháng 8, 1989 (20 tuổi)  |      |     | Hearts                 |
| 5  | HV | Matthew Jurman    | 8 tháng 12, 1989 (19 tuổi)  |      |     | Sydney FC              |
| 6  | TV | James Holland (c) | 15 tháng 5, 1989 (20 tuổi)  |      |     | AZ                     |
| 7  | TV | Tahj Minniecon    | 13 tháng 2, 1989 (20 tuổi)  |      |     | Gold Coast United      |
| 8  | TV | Aaron Mooy        | 15 tháng 9, 1990 (19 tuổi)  |      |     | Bolton Wanderers       |
| 9  | TĐ | Jason Hoffman     | 28 tháng 1, 1989 (20 tuổi)  |      |     | Newcastle United Jets  |
| 10 | TV | Mitch Nichols     | 1 tháng 5, 1989 (20 tuổi)   |      |     | Brisbane Roar          |
| 11 | TV | Tommy Oar         | 10 tháng 12, 1991 (17 tuổi) |      |     | Brisbane Roar          |
| 12 | TĐ | Nathan Elasi      | 18 tháng 11, 1989 (19 tuổi) |      |     | Melbourne Victory      |
| 13 | TV | Chris Herd        | 4 tháng 4, 1989 (20 tuổi)   |      |     | Aston Villa            |
| 14 | TĐ | Kofi Danning      | 2 tháng 3, 1991 (18 tuổi)   |      |     | Sydney FC              |
| 15 | HV | Sam Munro         | 23 tháng 11, 1990 (18 tuổi) |      |     | Sydney FC              |
| 16 | TV | Ben Kantarovski   | 20 tháng 1, 1992 (17 tuổi)  |      |     | Newcastle United Jets  |
| 17 | TV | Rhyan Grant       | 26 tháng 2, 1991 (18 tuổi)  |      |     | Sydney FC              |
| 18 | TM | Dean Bouzanis     | 2 tháng 10, 1990 (18 tuổi)  |      |     | Liverpool              |
| 19 | TĐ | Sean Rooney       | 1 tháng 3, 1989 (20 tuổi)   |      |     | Newcastle United Jets  |
| 20 | HV | Sam Gallagher     | 5 tháng 5, 1991 (18 tuổi)   |      |     | Sydney FC              |
| 21 | TM | Alex Cisak        | 19 tháng 5, 1989 (20 tuổi)  |      |     | Leicester City         |

### Brasil
Huấn luyện viên:  Rogério

| Số | VT | Cầu thủ           | Ngày sinh (tuổi)            | Trận | Bàn | Câu lạc bộ                               |
| -- | -- | ----------------- | --------------------------- | ---- | --- | ---------------------------------------- |
| 1  | TM | Rafael            | 23 tháng 6, 1989 (20 tuổi)  |      |     | Cruzeiro                                 |
| 2  | HV | Douglas           | 6 tháng 8, 1990 (19 tuổi)   |      |     | Goiás                                    |
| 3  | HV | Dalton            | 5 tháng 2, 1990 (19 tuổi)   |      |     | Fluminense                               |
| 4  | HV | Rafael Tolói      | 10 tháng 10, 1990 (18 tuổi) |      |     | Goiás                                    |
| 5  | HV | Renan Foguinho    | 9 tháng 10, 1989 (19 tuổi)  |      |     | Atlético Paranaense                      |
| 6  | HV | Diogo             | 30 tháng 12, 1989 (19 tuổi) |      |     | São Paulo                                |
| 7  | TV | Alex Teixeira     | 1 tháng 6, 1990 (19 tuổi)   |      |     | Vasco da Gama                            |
| 8  | TV | Maylson           | 6 tháng 3, 1989 (20 tuổi)   |      |     | Grêmio                                   |
| 9  | TĐ | Alan Kardec       | 12 tháng 1, 1989 (20 tuổi)  |      |     | Vasco da Gama (on loan to Internacional) |
| 10 | TV | Giuliano (c)      | 31 tháng 5, 1990 (19 tuổi)  |      |     | Internacional                            |
| 11 | TV | Ganso             | 12 tháng 10, 1989 (19 tuổi) |      |     | Santos                                   |
| 12 | TM | Renan Ribeiro     | 23 tháng 3, 1990 (19 tuổi)  |      |     | Atlético Mineiro                         |
| 13 | TV | Douglas Costa     | 14 tháng 9, 1990 (19 tuổi)  |      |     | Grêmio                                   |
| 14 | HV | Fabrício          | 20 tháng 2, 1990 (19 tuổi)  |      |     | Flamengo                                 |
| 15 | HV | Wellington Júnior | 26 tháng 6, 1989 (20 tuổi)  |      |     | Botafogo                                 |
| 16 | HV | Bruno Bertucci    | 27 tháng 4, 1990 (19 tuổi)  |      |     | Corinthians                              |
| 17 | TV | Souza             | 11 tháng 2, 1989 (20 tuổi)  |      |     | Vasco da Gama                            |
| 18 | TV | Boquita           | 7 tháng 4, 1990 (19 tuổi)   |      |     | Corinthians                              |
| 19 | TĐ | Maicon            | 18 tháng 2, 1990 (19 tuổi)  |      |     | Fluminense                               |
| 20 | TĐ | Ciro              | 18 tháng 4, 1989 (20 tuổi)  |      |     | Sport                                    |
| 21 | TM | Saulo             | 2 tháng 4, 1989 (20 tuổi)   |      |     | Sport                                    |

### Costa Rica
Huấn luyện viên:  Rónald González

| Số | VT | Cầu thủ                | Ngày sinh (tuổi)            | Trận | Bàn | Câu lạc bộ                |
| -- | -- | ---------------------- | --------------------------- | ---- | --- | ------------------------- |
| 1  | TM | Esteban Alvarado       | 28 tháng 4, 1989 (20 tuổi)  |      |     | Saprissa                  |
| 2  | HV | José Mena (c)          | 2 tháng 2, 1989 (20 tuổi)   |      |     | Saprissa                  |
| 3  | HV | Roy Smith              | 19 tháng 4, 1990 (19 tuổi)  |      |     | Brujas                    |
| 4  | HV | Kenner Gutiérrez       | 9 tháng 6, 1989 (20 tuổi)   |      |     | Alajuelense               |
| 5  | HV | Derrick Johnson        | 28 tháng 7, 1989 (20 tuổi)  |      |     | Brujas                    |
| 6  | HV | Ricardo Blanco         | 12 tháng 5, 1989 (20 tuổi)  |      |     | Saprissa                  |
| 7  | TĐ | Marco Ureña            | 5 tháng 3, 1990 (19 tuổi)   |      |     | Alajuelense               |
| 8  | TV | David Guzmán           | 18 tháng 2, 1990 (19 tuổi)  |      |     | Saprissa                  |
| 9  | TĐ | Jorge Alejandro Castro | 11 tháng 9, 1990 (19 tuổi)  |      |     | Saprissa                  |
| 10 | TV | Diego Estrada          | 25 tháng 5, 1989 (20 tuổi)  |      |     | Alajuelense               |
| 11 | TĐ | Diego Madrigal         | 19 tháng 3, 1989 (20 tuổi)  |      |     | Universidad de Costa Rica |
| 12 | HV | Cristian Gamboa        | 24 tháng 10, 1989 (19 tuổi) |      |     | Liberia                   |
| 13 | TV | Allen Guevara          | 16 tháng 4, 1989 (20 tuổi)  |      |     | Liberia                   |
| 14 | HV | Bryan Oviedo           | 18 tháng 2, 1990 (19 tuổi)  |      |     | Saprissa                  |
| 15 | HV | Pedro Leal             | 31 tháng 1, 1989 (20 tuổi)  |      |     | Puntarenas                |
| 16 | TV | Carlos Hernández       | 29 tháng 8, 1989 (20 tuổi)  |      |     | Herediano                 |
| 17 | TĐ | Josué Martínez         | 25 tháng 3, 1990 (19 tuổi)  |      |     | Saprissa                  |
| 18 | TM | Minor Álvarez          | 14 tháng 11, 1989 (19 tuổi) |      |     | Saprissa                  |
| 19 | TV | José Daniel Varela     | 30 tháng 4, 1990 (19 tuổi)  |      |     | Brujas                    |
| 20 | TV | Esteban Luna           | 5 tháng 1, 1990 (19 tuổi)   |      |     | Saprissa                  |
| 21 | TM | Danny Carvajal         | 8 tháng 1, 1989 (20 tuổi)   |      |     | Brujas                    |

### Cộng hòa Séc
Huấn luyện viên:  Jakub Dovalil

| Số | VT | Cầu thủ           | Ngày sinh (tuổi)            | Trận | Bàn | Câu lạc bộ                                      |
| -- | -- | ----------------- | --------------------------- | ---- | --- | ----------------------------------------------- |
| 1  | TM | Tomáš Vaclík      | 29 tháng 3, 1989 (20 tuổi)  |      |     | Vítkovice                                       |
| 2  | HV | Jan Lecjaks       | 9 tháng 8, 1990 (19 tuổi)   |      |     | Viktoria Plzeň                                  |
| 3  | HV | Jan Hošek         | 1 tháng 4, 1989 (20 tuổi)   |      |     | Slavia Prague                                   |
| 4  | HV | Ondřej Mazuch (c) | 15 tháng 3, 1989 (20 tuổi)  |      |     | Fiorentina (on loan to Anderlecht)              |
| 5  | HV | Ondřej Čelůstka   | 18 tháng 6, 1989 (20 tuổi)  |      |     | Slavia Prague                                   |
| 6  | TV | Lukáš Vácha       | 13 tháng 5, 1989 (20 tuổi)  |      |     | Slavia Prague (on loan to Slovan Liberec)       |
| 7  | TĐ | Jan Chramosta     | 12 tháng 10, 1990 (18 tuổi) |      |     | Mladá Boleslav                                  |
| 8  | TV | Jan Morávek       | 1 tháng 11, 1989 (19 tuổi)  |      |     | Schalke 04                                      |
| 9  | TĐ | Michael Rabušic   | 17 tháng 9, 1989 (20 tuổi)  |      |     | Brno                                            |
| 10 | TĐ | Tomáš Pekhart     | 26 tháng 5, 1989 (20 tuổi)  |      |     | Tottenham Hotspur (on loan to Slavia Prague)    |
| 11 | TĐ | Jan Vošahlík      | 8 tháng 3, 1989 (20 tuổi)   |      |     | Jablonec                                        |
| 12 | TV | Lukáš Mareček     | 17 tháng 4, 1990 (19 tuổi)  |      |     | Brno                                            |
| 13 | TV | Martin Zeman      | 28 tháng 3, 1989 (20 tuổi)  |      |     | Sparta Prague                                   |
| 14 | HV | Radim Řezník      | 20 tháng 1, 1989 (20 tuổi)  |      |     | Baník Ostrava                                   |
| 15 | HV | Jakub Heidenreich | 27 tháng 4, 1989 (20 tuổi)  |      |     | Sigma Olomouc (on loan to Bohemians (Střížkov)) |
| 16 | TM | Jan Šebek         | 31 tháng 3, 1991 (18 tuổi)  |      |     | Chelsea                                         |
| 17 | TV | Petr Wojnar       | 12 tháng 1, 1989 (20 tuổi)  |      |     | Baník Ostrava                                   |
| 18 | TV | Tomáš Fabián      | 10 tháng 9, 1989 (20 tuổi)  |      |     | Mladá Boleslav                                  |
| 19 | HV | Pavel Dreksa      | 17 tháng 9, 1989 (20 tuổi)  |      |     | Sigma Olomouc                                   |
| 20 | TV | Antonín Fantiš    | 15 tháng 4, 1992 (17 tuổi)  |      |     | Příbram                                         |
| 21 | TM | Jakub Jakubov     | 1 tháng 2, 1989 (20 tuổi)   |      |     | Dukla Prague                                    |

## Bảng F

### UAE
Huấn luyện viên:  Mahdi Ali

| Số | VT | Cầu thủ              | Ngày sinh (tuổi)            | Trận | Bàn | Câu lạc bộ |
| -- | -- | -------------------- | --------------------------- | ---- | --- | ---------- |
| 1  | TM | Yousif Abdelrahman   | 4 tháng 3, 1989 (20 tuổi)   |      |     | Al Ain     |
| 2  | HV | Saad Surour          | 19 tháng 7, 1990 (19 tuổi)  |      |     | Al-Ahli    |
| 3  | TV | Saoud Saeed          | 28 tháng 6, 1990 (19 tuổi)  |      |     | Al Wasl    |
| 4  | HV | Mohammed Marzooq     | 23 tháng 1, 1989 (20 tuổi)  |      |     | Al-Shabab  |
| 5  | TV | Amer Abdulrahman     | 3 tháng 7, 1989 (20 tuổi)   |      |     | Bani Yas   |
| 6  | HV | Mohammed Jamal Atiq  | 22 tháng 7, 1989 (20 tuổi)  |      |     | Al Wasl    |
| 7  | TĐ | Ali Mabkhout         | 5 tháng 10, 1990 (18 tuổi)  |      |     | Al-Jazira  |
| 8  | HV | Hamdan Al-Kamali (c) | 2 tháng 5, 1989 (20 tuổi)   |      |     | Al-Wahda   |
| 9  | TĐ | Ahmed Ali            | 28 tháng 1, 1990 (19 tuổi)  |      |     | Al-Wahda   |
| 10 | TV | Theyab Awana         | 6 tháng 7, 1990 (19 tuổi)   |      |     | Bani Yas   |
| 11 | TĐ | Ahmed Khalil         | 8 tháng 6, 1991 (18 tuổi)   |      |     | Al-Ahli    |
| 12 | TV | Habib Fardan         | 11 tháng 11, 1990 (18 tuổi) |      |     | Al-Nasr    |
| 13 | TM | Ahmed Mahmoud        | 30 tháng 3, 1989 (20 tuổi)  |      |     | Al-Shabab  |
| 14 | HV | Abdelaziz Sanqour    | 7 tháng 5, 1989 (20 tuổi)   |      |     | Al-Sharjah |
| 15 | TĐ | Mahir Jasem          | 22 tháng 1, 1989 (20 tuổi)  |      |     | Al Wasl    |
| 16 | HV | Mohammed Fayez       | 6 tháng 10, 1989 (19 tuổi)  |      |     | Al Ain     |
| 17 | TM | Saif Yousuf          | 10 tháng 1, 1989 (20 tuổi)  |      |     | Al-Ahli    |
| 18 | TV | Mohamed Fawzi        | 22 tháng 2, 1990 (19 tuổi)  |      |     | Al-Ahli    |
| 19 | HV | Mohamed Ahmed        | 16 tháng 4, 1989 (20 tuổi)  |      |     | Al-Shabab  |
| 20 | HV | Abdulaziz Haikal     | 10 tháng 9, 1990 (19 tuổi)  |      |     | Al-Shabab  |
| 21 | TV | Sultan Bargash       | 18 tháng 1, 1989 (20 tuổi)  |      |     | Al-Jazira  |

### Honduras
Huấn luyện viên:  Emilio Umanzor

| Số | VT | Cầu thủ               | Ngày sinh (tuổi)           | Trận | Bàn | Câu lạc bộ                          |
| -- | -- | --------------------- | -------------------------- | ---- | --- | ----------------------------------- |
| 1  | TM | Francisco Reyes       | 7 tháng 2, 1990 (19 tuổi)  |      |     | Olimpia                             |
| 2  | HV | Nahún Solís           | 18 tháng 1, 1989 (20 tuổi) |      |     | Platense                            |
| 3  | HV | Ángel Castro          | 8 tháng 9, 1990 (19 tuổi)  |      |     | Olimpia                             |
| 4  | HV | Wilmer Crisanto       | 19 tháng 9, 1989 (20 tuổi) |      |     | Victoria                            |
| 5  | HV | Israel Fonseca        | 27 tháng 5, 1990 (19 tuổi) |      |     | Olimpia                             |
| 6  | TV | Esdras Padilla        | 4 tháng 9, 1989 (20 tuổi)  |      |     | Motagua                             |
| 7  | TV | Mario Martínez (c)    | 30 tháng 7, 1989 (20 tuổi) |      |     | Vålerenga                           |
| 8  | TV | Reinieri Mayorquín    | 13 tháng 7, 1989 (20 tuổi) |      |     | Aalesunds                           |
| 9  | TĐ | Cristian Martínez     | 8 tháng 9, 1990 (19 tuổi)  |      |     | Real España                         |
| 10 | TĐ | Erick Andino          | 21 tháng 7, 1989 (20 tuổi) |      |     | Olimpia                             |
| 11 | TĐ | Roger Rojas           | 9 tháng 6, 1990 (19 tuổi)  |      |     | Wigan Athletic (on loan to Olimpia) |
| 12 | TM | Marlon Licona         | 9 tháng 2, 1991 (18 tuổi)  |      |     | Motagua                             |
| 13 | TV | Ronald Martínez Ponce | 26 tháng 7, 1990 (19 tuổi) |      |     | Motagua                             |
| 14 | HV | Gerson Rodas          | 6 tháng 7, 1990 (19 tuổi)  |      |     | Real España                         |
| 15 | TV | Arnold Peralta        | 29 tháng 3, 1989 (20 tuổi) |      |     | Vida                                |
| 16 | HV | Johnny Leverón        | 7 tháng 2, 1990 (19 tuổi)  |      |     | Motagua                             |
| 17 | TV | Bonel Avila           | 29 tháng 3, 1989 (20 tuổi) |      |     | Marathón                            |
| 18 | TV | Julio Ocampo          | 12 tháng 2, 1990 (19 tuổi) |      |     | Real Juventud                       |
| 19 | TĐ | Víctor Ortiz          | 21 tháng 5, 1990 (19 tuổi) |      |     | Victoria                            |
| 20 | TV | Alfredo Mejía         | 3 tháng 4, 1990 (19 tuổi)  |      |     | Real España                         |
| 21 | TM | José Mendoza          | 21 tháng 7, 1989 (20 tuổi) |      |     | Platense                            |

### Hungary
Huấn luyện viên:  Sándor Egervári

| Số | VT | Cầu thủ            | Ngày sinh (tuổi)           | Trận | Bàn | Câu lạc bộ                     |
| -- | -- | ------------------ | -------------------------- | ---- | --- | ------------------------------ |
| 1  | TM | Péter Gulácsi      | 6 tháng 5, 1990 (19 tuổi)  |      |     | Liverpool                      |
| 2  | HV | János Szabó        | 11 tháng 7, 1989 (20 tuổi) |      |     | Paks                           |
| 3  | TV | Péter Takács       | 25 tháng 1, 1990 (19 tuổi) |      |     | Diósgyőr                       |
| 4  | TV | Máté Kiss          | 30 tháng 4, 1991 (18 tuổi) |      |     | Győri ETO                      |
| 5  | HV | András Debreceni   | 21 tháng 4, 1989 (20 tuổi) |      |     | Honvéd                         |
| 6  | HV | Zsolt Korcsmár     | 9 tháng 1, 1989 (20 tuổi)  |      |     | Újpest                         |
| 7  | TV | Vladimir Koman (c) | 16 tháng 3, 1989 (20 tuổi) |      |     | Sampdoria (on loan to Bari)    |
| 8  | TĐ | András Simon       | 30 tháng 3, 1990 (19 tuổi) |      |     | Liverpool (on loan to Córdoba) |
| 9  | TĐ | Krisztián Németh   | 5 tháng 1, 1989 (20 tuổi)  |      |     | Liverpool (on loan to AEK)     |
| 10 | TV | Ádám Dudás         | 12 tháng 2, 1989 (20 tuổi) |      |     | Győri ETO                      |
| 11 | TV | Roland Varga       | 23 tháng 1, 1990 (19 tuổi) |      |     | Brescia                        |
| 12 | TM | Balázs Megyeri     | 31 tháng 3, 1990 (19 tuổi) |      |     | Ferencváros                    |
| 13 | HV | Adrián Szekeres    | 21 tháng 4, 1989 (20 tuổi) |      |     | MTK                            |
| 14 | HV | Ádám Présinger     | 26 tháng 1, 1989 (20 tuổi) |      |     | Videoton                       |
| 15 | HV | Bence Zámbó        | 17 tháng 8, 1989 (20 tuổi) |      |     | Győri ETO                      |
| 16 | TV | Ádám Simon         | 30 tháng 3, 1990 (19 tuổi) |      |     | MTK (on loan to Haladás)       |
| 17 | TV | András Gosztonyi   | 7 tháng 11, 1990 (18 tuổi) |      |     | MTK                            |
| 18 | TĐ | Ádám Balajti       | 7 tháng 3, 1991 (18 tuổi)  |      |     | Diósgyőr                       |
| 19 | TĐ | Márkó Futács       | 22 tháng 2, 1990 (19 tuổi) |      |     | Werder Bremen                  |
| 20 | TV | Bence Tóth         | 27 tháng 7, 1989 (20 tuổi) |      |     | Ferencváros                    |
| 21 | TM | Ádám Kovácsik      | 4 tháng 4, 1991 (18 tuổi)  |      |     | Reggina                        |

### Nam Phi
Huấn luyện viên:  Serame Letsoaka

| Số | VT | Cầu thủ                | Ngày sinh (tuổi)            | Trận | Bàn | Câu lạc bộ                                           |
| -- | -- | ---------------------- | --------------------------- | ---- | --- | ---------------------------------------------------- |
| 1  | TM | Darren Keet            | 5 tháng 8, 1989 (20 tuổi)   |      |     | Bidvest Wits                                         |
| 2  | HV | Sibusiso Khumalo       | 8 tháng 9, 1989 (20 tuổi)   |      |     | Moroka Swallows                                      |
| 3  | HV | Sibusiso Mxoyana       | 14 tháng 4, 1989 (20 tuổi)  |      |     | Orlando Pirates                                      |
| 4  | HV | Thulani Hlatshwayo     | 18 tháng 12, 1989 (19 tuổi) |      |     | Ajax Cape Town                                       |
| 5  | HV | Ramahlwe Mphahlele (c) | 1 tháng 2, 1990 (19 tuổi)   |      |     | Moroka Swallows                                      |
| 6  | TV | Kamohelo Mokotjo       | 11 tháng 3, 1991 (18 tuổi)  |      |     | Feyenoord                                            |
| 7  | TV | Daylon Claasen         | 28 tháng 1, 1990 (19 tuổi)  |      |     | Ajax                                                 |
| 8  | TV | Sameehg Doutie         | 31 tháng 5, 1989 (20 tuổi)  |      |     | Ajax Cape Town                                       |
| 9  | TĐ | Thulani Ngcepe         | 19 tháng 1, 1990 (19 tuổi)  |      |     | Supersport United                                    |
| 10 | TV | Thulani Serero         | 11 tháng 4, 1990 (19 tuổi)  |      |     | Ajax Cape Town                                       |
| 11 | TV | Philani Khwela         | 22 tháng 8, 1991 (18 tuổi)  |      |     | Feyenoord                                            |
| 12 | TV | Mandla Masango         | 18 tháng 7, 1989 (20 tuổi)  |      |     | Kaizer Chiefs                                        |
| 13 | HV | Gladwin Shitolo        | 10 tháng 8, 1989 (20 tuổi)  |      |     | Jomo Cosmos                                          |
| 14 | HV | Phumelele Bhengu       | 19 tháng 11, 1989 (19 tuổi) |      |     | Moroka Swallows                                      |
| 15 | HV | Andile Jali            | 10 tháng 4, 1990 (19 tuổi)  |      |     | Orlando Pirates                                      |
| 16 | TM | Thela Ngobeni          | 4 tháng 2, 1989 (20 tuổi)   |      |     | Kaizer Chiefs                                        |
| 17 | TĐ | George Maluleka        | 7 tháng 1, 1989 (20 tuổi)   |      |     | Ajax Cape Town                                       |
| 18 | TĐ | Kermit Erasmus         | 8 tháng 7, 1990 (19 tuổi)   |      |     | Feyenoord (on loan to Excelsior)                     |
| 19 | HV | Collen Zulu            | 1 tháng 1, 1991 (18 tuổi)   |      |     | Supersport United (on loan to Mpumalanga Black Aces) |
| 20 | TĐ | Dino Ndlovu            | 15 tháng 2, 1990 (19 tuổi)  |      |     | Platinum Stars                                       |
| 21 | TM | Tawfeeq Salie          | 21 tháng 7, 1991 (18 tuổi)  |      |     | Ajax Cape Town                                       |